# Hans-Ulrich Rudel
Hans-Ulrich Rudel (ur. 2 lipca 1916 w Grzędach, zm. 18 grudnia 1982 w Rosenheim) – niemiecki pilot wojskowy okresu II wojny światowej, jeden z najskuteczniejszych pilotów bombowych i szturmowych, najskuteczniejszy pilot-niszczyciel czołgów wszech czasów, któremu przypisuje się zniszczenie 519 nieprzyjacielskich czołgów, a także as myśliwski z 9 potwierdzonymi zwycięstwami powietrznymi i jedyny człowiek odznaczony Krzyżem Rycerskim Krzyża Żelaznego ze Złotymi Liśćmi Dębu, Mieczami i Brylantami. Podczas 2530 lotów (światowy rekord w liczbie lotów bojowych) został trzydziestokrotnie zestrzelony. Do końca życia pozostał zwolennikiem Adolfa Hitlera i nazizmu.

## Dzieciństwo i młodość
Urodził się we wsi Mittelkonradswaldau na Dolnym Śląsku (dziś Grzędy nieopodal Wałbrzycha). Był trzecim dzieckiem luterańskiego pastora Johannesa Rudla. Odebrał surowe, protestanckie wychowanie. Był kiepskim uczniem, lecz wyróżniał się bardzo dobrą kondycją fizyczną i zamiłowaniem do sportu (m.in. trenował bieganie, narciarstwo i dziesięciobój). Wstąpił do Hitlerjugend w 1933. Ukończył gimnazjum humanistyczne w Lubaniu, a po maturze w 1936 wstąpił do Reichsarbeitsdienst, skąd wysłano go do Luftwaffe. Szkolił się w Wildpark-Werder koło Poczdamu. W czerwcu 1938 trafił jako oficer techniczny do jednostki bombowej w Grazu, wyposażanej w samoloty Ju-87. Nauka pilotażu nowych maszyn początkowo sprawiała Rudlowi duże trudności.

## II wojna światowa

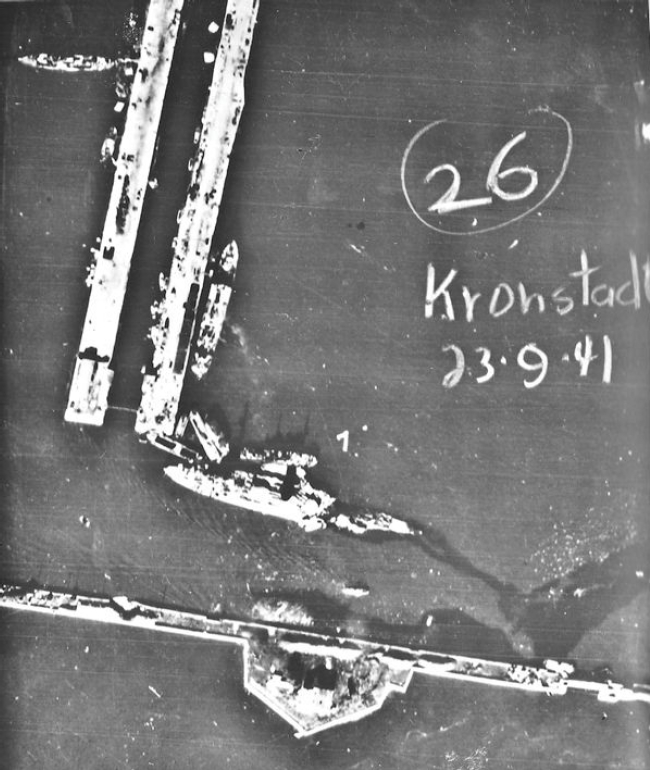
Fotografia lotnicza zatopionego „Marata”

Służbę bojową rozpoczął jako lotnik rozpoznawczy. Walczył od 1 września 1939. Podczas kampanii wrześniowej wykonywał misje rozpoznawcze, latając jako obserwator z lotniska we Wrocławiu. Fotografował polskie umocnienia, węzły komunikacyjne i dworce w Toruniu i Chełmnie oraz linie kolejową Brześć Litewski – Kowel – Łuck. Za udział w wojnie z Polską otrzymał Krzyż Żelazny II klasy. W 1940 został adiutantem pułkowym w 43. pułku szkoleniowym lotników z siedzibą w wiedeńskiej dzielnicy Stammersdorf. Rok później skierowano go na szkolenie pilotażu bombowców nurkujących Junkers Ju 87 Stuka. Po szkoleniu trafił do Sturzkampfgeschwader 2 (StG 2), skrzydła bombowców nurkujących przebazowanego na tereny okupowanej Polski w ramach przygotowań do operacji Barbarossa, inwazji na Związek Radziecki.

### Zatopienie „Marata”
21 września 1941 Rudel brał udział w ataku na sowiecki pancernik „Marat” z Floty Bałtyckiej zacumowany w porcie leningradzkim. Okręt został trafiony dwiema 1-tonowymi bombami przeciwpancernymi, z których jedna pochodziła z samolotu Rudla. Bomba wybuchła w pobliżu nadbudówki, co wywołało eksplozję przedniego magazynu, który zniszczył nadbudówkę i przednią część kadłuba okrętu. Zginęło 326 marynarzy, a okręt osiadł na dnie dwa dni po ataku, 23 września 1941. Zatopienie „Marata” zostało przypisane Rudlowi.

### Niszczyciel czołgów

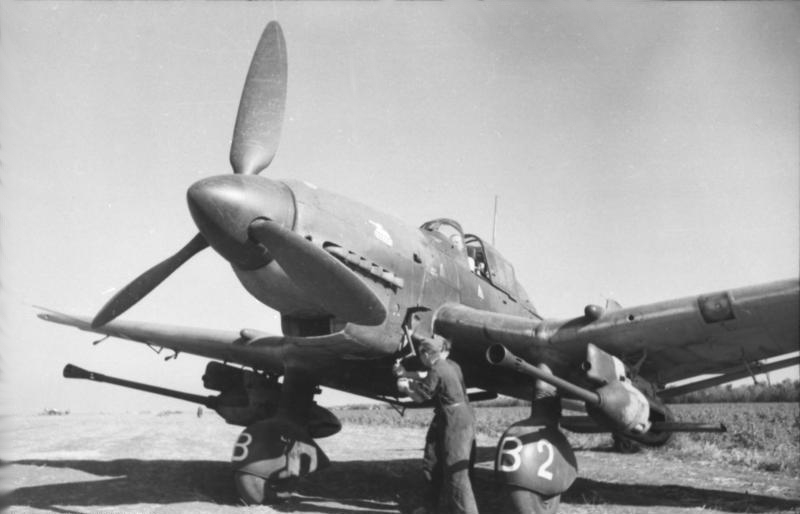
Preferowany samolot Rudla, Ju 87 G z dwoma działkami przeciwpancernymi 3,7 cm

Brał udział w ofensywie na Moskwę i bitwie stalingradzkiej. Od maja 1941 do stycznia 1942 wykonał 500 lotów. W lutym 1943 roku odbył swój tysięczny lot, po czym został okrzyknięty bohaterem narodowym. Wkrótce potem wybrano go jako jednego z lotników przeznaczonych do służby w eksperymentalnej jednostce wyposażonej w specjalne wersje samolotów Ju 87 G, uzbrojone w działka przeciwpancerne Bordkanone 37 kal. 37 mm. W składzie tej jednostki wykonywał zadania bojowe przeciwko sowieckiej operacji kerczeńsko-eltigeńskiej. Wykonane wtedy zdjęcia z kamery umieszczonej pod skrzydłami maszyny Rudla zostały wykorzystane w kronice Die Deutsche Wochenschau przygotowywanej przez Ministerstwo Propagandy i Oświecenia Publicznego. W kwietniu 1943 roku został odznaczony Krzyżem Rycerskim z Liśćmi Dębu. Z tą samą jednostką wziął udział w bitwie na łuku kurskim. Tylko jednego dnia tej bitwy, 12 lipca 1943, zniszczył 12 sowieckich czołgów. W październiku 1943 Rudel zniszczył setny czołg, za co otrzymał Miecze do swojego Krzyża Rycerskiego 25 listopada.
20 marca 1944 wylądował za linią frontu, aby uratować zestrzelonych, niemieckich lotników, choć zabraniał tego regulamin. Samolot nie mógł wystartować, ponieważ ugrzązł w błotnistym stepie, dlatego piloci opuścili maszynę, aby uciekać pieszo. Po przedarciu się do Dniestru, byli zmuszeni do przepłynięcia lodowatej rzeki o szerokości ok. 600 m. Trzech spośród uciekinierów przepłynęło rzekę, utonął jednak strzelec pokładowy Rudla.
29 marca 1944 otrzymał Brylanty do Krzyża Rycerskiego jako jeden z zaledwie 27 odznaczonych. Dekoracji dokonał osobiście Adolf Hitler, który po uroczystości wyraził kategoryczne żądanie, aby Rudel przestał latać w warunkach bojowych, bo już za życia stał się legendą, a jego śmierć miałaby negatywny wpływ na morale żołnierzy niemieckich. Rudel nie zastosował się jednak do tej sugestii, kontynuując loty do końca wojny; ze względu na jego popularność i osobistą sympatię Hitlera nie poniósł żadnych konsekwencji za tę niesubordynację. 29 grudnia 1944, równolegle z awansem na pułkownika, jako jedyny człowiek w historii został odznaczony utworzonym specjalnie dla niego Krzyżem Rycerskim Krzyża Żelaznego ze Złotymi Liśćmi Dębu, Mieczami i Brylantami. Wręczenie odznaczenia nastąpiło 1 stycznia 1945. W tym czasie Hitler wypowiedział się o nim słowami: „To mógłby być kiedyś mój następca”.
8 lutego 1945 w okolicach Lubusza został zestrzelony i ciężko ranny. Amputowano mu prawe podudzie, jednak 4 kwietnia (lub 25 marca) powrócił z niezagojonym kikutem prawego podudzia do swojej jednostki i latał do samego końca wojny. Później, mając już protezę nogi, zniszczył jeszcze 26 czołgów. 19 kwietnia 1945, dzień przed ostatnimi urodzinami Hitlera, Rudel spotkał się z führerem w jego bunkrze pod Kancelarią Rzeszy w Berlinie. Ostatni lot bojowy odbył 8 maja, tuż przed ogłoszeniem kapitulacji Rzeszy. Wystartował z lotniska w pobliżu Pragi w kierunku zachodnim, a następnie wylądował w Kitzingen, na terenie kontrolowanym przez wojska amerykańskie, którym się poddał. Choć władze sowieckie domagały się wydania Rudla w ich ręce, oskarżając go o zbrodnie wojenne, Amerykanie odmówili.

### Podsumowanie osiągnięć
W sumie Rudlowi przypisuje się zniszczenie 519 alianckich czołgów. Poza preferowanym Junkersem Ju 87 G, Rudel latał także na Focke-Wulfie Fw 190 przystosowanym do atakowania celów naziemnych (430 lotów bojowych). Oprócz czołgów miał potwierdzone zniszczenie ok. 800 pojazdów innego typu, 150 dział i 4 pociągów pancernych, zatopienie czterech okrętów (w tym „Marata”) oraz 70 łodzi desantowych; zbombardował też liczne mosty i linie zaopatrzenia. Rudlowi przypisywano także 51 zwycięstw powietrznych, w tym 42 myśliwce oraz 7 Iljuszynów Ił-2. Ostatecznie uznano mu tylko 9 zwycięstw.
Historycy jednak na podstawie konkretnych dni i badania dokumentów podważają obecnie liczbę podawanych przez Rudla zniszczonych czołgów, uważając ją za kilkakrotnie zawyżoną, a w konsekwencji nie można bezkrytycznie traktować także liczb innych zniszczonych celów. Podkreśla się, że co prawda meldunki Rudla były weryfikowane przez dowództwo niemieckie, jednak jednostronna weryfikacja dokonywana podczas wojny jest z natury nieprecyzyjna, a w miarę wzrostu pozycji Rudla i kreowania go na bohatera, negowanie jego meldunków stało się utrudnione.
Podczas wojny Rudel wykonał 2530 lotów bojowych, co jest rekordem świata. Został zestrzelony 32 razy (według niektórych źródeł 30 razy), ale zawsze wracał do jednostki.

## Okres powojenny
Przebywając w niewoli, trafił najpierw do Wielkiej Brytanii, a następnie do obozu jenieckiego w pobliżu Carentan (Francja). W szpitalu w Augsburgu przeszedł operację kikuta amputowanej nogi. Jego rodzina uciekła przed Armią Czerwoną i znalazła schronienie w Wuppertalu. Rudel został zwolniony z obozu w kwietniu 1946. W 1948 trafił przez Zillertal do Włoch, a następnie drogą lotniczą z Rzymu do Buenos Aires, gdzie przebywał do 8 czerwca 1948. W ucieczce z Niemiec pomogli Rudlowi przemytnicy z Tyrolu Południowego oraz austriacki biskup o sympatiach nazistowskich, Alois Hudal. Rudel używał fałszywego paszportu z Czerwonego Krzyża, wystawionego na fikcyjne nazwisko Emilio Meier.

### Ameryka Południowa
W Argentynie przez sześć lat działał w ugrupowaniach nazistowskich. Mieszkał w Villa Carlos Paz, około 36 km od miasta Kordoba, gdzie wynajmował dom i prowadził cegielnię. Tam spisał swoje wspomnienia. Zaprzyjaźnił się z późniejszym prezydentem tego kraju, Juanem Perónem, a także dyktatorem Paragwaju Alfredo Stroessnerem i Aniołem Śmierci Josefem Mengele. Wraz z byłym żołnierzem Waffen-SS i korespondentem wojennym Wehrmachtu, Willemem Sassenem (który początkowo pracował jako kierowca Rudla). zorganizował przerzut Mengelego do Brazylii. W 1957 Rudel już po powrocie do Niemiec razem z Mengele udał się do Chile, by spotkać się z Walterem Rauffem, wynalazcą mobilnej komory gazowej.
Rudel utrzymywał kontakty z Wernerem Naumannem (byłym sekretarzem stanu Ministerstwa Propagandy Rzeszy). Założył też organizację Kameradenwerk („Organizacja Towarzyszy”, byłych towarzyszy broni), pomagającą nazistowskim zbrodniarzom wojennym. Wśród prominentnych członków tej organizacji znajdował się np. Ludwig Lienhardt (były oficer SS, poszukiwany przez sowiecki wywiad pod zarzutem zbrodni wojennych), Kurt Christmann (były funkcjonariusz Gestapo, skazany na 10 lat za zbrodnie wojenne popełnione w Krasnodarze), Fridolin Guth (austriacki zbrodniarz wojenny), August Siebrecht (niemiecki szpieg w Chile). Organizacja Rudla utrzymywała bliski kontakt z Ante Paveliciem (przywódcą chorwackich ustaszy) Carlo Sforzą i Konstantinem von Neurathem (byłym ministrem spraw zagranicznych Rzeszy). Kameradenwerk przesyłał paczki żywnościowe nazistowskim zbrodniarzom uwięzionym w Europie, w tym Rudolfowi Heßowi i Karlowi Dönitzowi. Organizacja Rudla wspierała ich również finansowo, opłacając prawników. Mimo braku nogi prowadził aktywne życie – uprawiał wspinaczkę, jeździł na nartach, grał w tenisa. Z pomocą Peróna Rudel uzyskał intratne kontrakty z brazylijskim wojskiem. Był aktywnym doradcą wojskowym i prowadził handel bronią z boliwijskim reżimem, Augusto Pinocheta w Chile i Alfredo Stroessnera w Paragwaju.
Po puczu wojskowym znanym jako rewolucja wyzwoleńcza w 1955 w Argentynie, kończącym drugą kadencję prezydencką Peróna, Rudel został zmuszony do opuszczenia Argentyny i przeniósł się do Paragwaju. Występował tam jako zagraniczny przedstawiciel kilku niemieckich firm, w tym Salzgitter AG, Dornier, Focke-Wulf, Messerschmitt, Siemens i Lahmeyer International. Doświadczenia Rudla zostały wykorzystane do opracowywania samolotu A-10 Thunderbolt II.

### Handel bronią
Do RFN Rudel wrócił w 1957 roku, gdzie od razu wstąpił do Niemieckiej Partii Rzeszy (Deutsche Reichspartei) i jako czołowy kandydat tej partii kandydował do Bundestagu. Nie został jednak wybrany. Po powrocie z emigracji wykorzystywał zdobyte tam oraz w czasie wojny kontakty do handlu bronią. Według historyka Petera Hammerschmidta, w aktach niemieckiej Federalnej Służby Wywiadowczej (BND), jak również amerykańskiej Centralnej Agencji Wywiadowczej (CIA), istnieją informacje o działalności firmy „Merex”, która współpracowała z byłymi członkami SS i partii nazistowskiej, w tym z Rudlem. W 1966 Merex, reprezentowana była przez Waltera Drücka, byłego Generalmajora w biurze Wehrmachtu i BND i wspomagana przez kontakty Rudla i Willema Sassena. Sassen sprzedawał wycofany z użytku sprzęt Bundeswehry kilku dyktatorom w krajach Ameryki Łacińskiej. Rudel, według Hammerschmidta pomagał w nawiązaniu kontaktu między Merexem i Friedrichem Schwendem, byłym członkiem Głównego Urzędu Bezpieczeństwa Rzeszy i był zaangażowany w operację Bernhard. Schwend, według Hammerschmidta, miał bliskie powiązania ze służbami wojskowymi Peru i Boliwii. We wczesnych latach sześćdziesiątych Rudel, Schwend i Klaus Barbie założyli firmę o nazwie „La Estrella” (gwiazda), która zatrudniała byłych oficerów SS, którzy uciekli do Ameryki Łacińskiej. Rudel, poprzez La Estrella, był również w kontakcie z Otto Skorzenym, który miał własną sieć byłych oficerów SS i Wehrmachtu.

### Afera Rudla i inne skandale medialne
W październiku 1976 Rudel nieumyślnie wywołał łańcuch wydarzeń, który przeszedł do historii jako Afera Rudla. W trakcie spotkania weteranów 51 Skrzydła Rozpoznawczego (Aufklärungsgeschwader 51) Immelmann w bazie lotniczej w Bremgarten koło Fryburga zamierzał podpisywać swoje książki, w których nie krył uwielbienia dla Hitlera. Sekretarz Stanu w Federalnym Ministerstwie Obrony, Hermann Schmidt, obawiając się, że Rudel dopuści się propagowania nazizmu, odmówił zgody na organizację spotkania. Generał Walter Krupinski, były pilot myśliwski II wojny światowej, as lotniczy z liczbą 197 zwycięstw powietrznych, wystąpił w obronie Rudla, wstawiając się za nim u Gerharda Limberga, ówczesnego dowódcy Luftwaffe. Limberg ostatecznie umożliwił Rudlowi spotkanie autorskie w bazie lotniczej. Rudel podpisał kilka książek, powstrzymując się od jakichkolwiek oświadczeń politycznych.
Walter Krupinski oraz jego zastępca gen. Karl Heinz Franke w wywiadzie z dziennikarzami po spotkaniu autorskim Rudla afiszowali się znajomością z nim. Neonazistowskie poglądy Rudla przedstawili w opozycji do kariery politycznej przywódcy zachodnioniemieckich socjaldemokratów Herberta Wehnera, który był członkiem Niemieckiej Partii Komunistycznej w latach 30., a podczas II wojny światowej mieszkał w Moskwie i rzekomo uczestniczył w tajnych operacjach NKWD. Ponadto lotnicy określili Wehnera ekstremistą, natomiast Rudela opisali jako honorowego człowieka. Na wieść o tej wypowiedzi i bezkrytycznym przyjmowaniu poglądów Rudla doszło do skandalu, w wyniku którego federalny minister obrony Georg Leber nakazał obu generałom przejść na wcześniejszą emeryturę od 1 listopada 1976 roku. Decyzja ministra Lebera, członka Partii Socjaldemokratycznej Niemiec (SPD) została poddana ostrej krytyce ze strony opozycyjnej Unii Chrześcijańsko-Demokratycznej (CDU), a skandal przyczynił się do odejścia ministra na początku 1978.
Echem Afery Rudla odbiła się debata niemieckiego Bundestagu z 3 lutego 1977 oraz ogólnonarodowa dyskusja na temat wojskowych tradycji Niemiec, którą nowy federalny minister obrony Hans Apel zakończył wprowadzeniem „Wytycznych dla zrozumienia i kultywowania tradycji” 20 września 1982.
Podczas Mistrzostw Świata w Piłce Nożnej 1978 w Argentynie Rudel odwiedził niemiecką drużynę piłkarską w obozie treningowym. Niemieckie media skrytykowały niemiecki Związek Piłki Nożnej i przedstawiły wizytę Rudla w kontekście sympatyzowania z dyktaturą wojskową rządzącą Argentyną po zamachu stanu w 1976.
W 1977 Rudel został rzecznikiem Niemieckiej Unii Ludowej, skrajnie nacjonalistycznej partii politycznej.

## Życie prywatne i śmierć

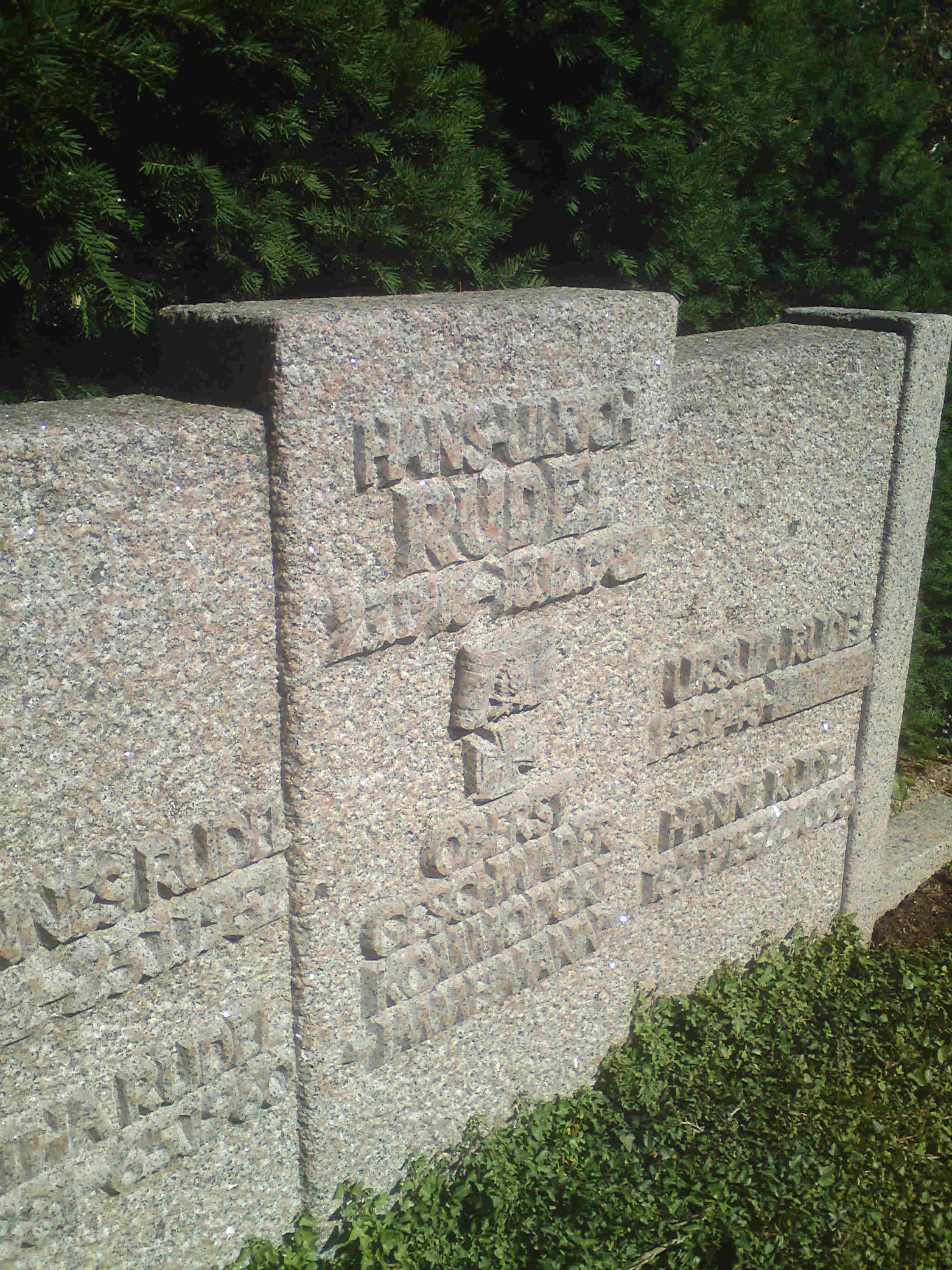
Grób Rudla w Dornhausen

Był abstynentem i unikał palenia papierosów. Był żonaty trzy razy, wszystkie jego wybranki miały na imię Ursula. Podczas urlopu na początku 1942 ożenił się po raz pierwszy z Ursulą przezywaną „Hanne”, z którą miał dwóch synów: Hansa-Ulricha i Siegfrieda. Para rozwiodła się w 1950. Według „Der Spiegla” powodem rozpadu małżeństwa było sprzedanie przez Ursulę Rudel niektórych z odznaczeń męża, w tym Krzyża Rycerskiego Krzyża Żelaznego ze Złotymi Liśćmi Dębu, Mieczami i Brylantami pewnemu amerykańskiemu kolekcjonerowi oraz odmowa emigracji wraz z mężem do Argentyny. 27 marca 1951 „Der Spiegel” opublikował jej oświadczenie w sprawie sprzedaży odznaczeń. Rudel poślubił swoją drugą żonę, również o imieniu Ursula, z domu Daemisch, w 1965 roku. Z tego małżeństwa urodził się w 1969 jego trzeci syn, Christoph. Rok później, 26 kwietnia 1970 Rudel przeżył udar mózgu. Siedem lat później ożenił się po raz trzeci z Ursulą Bassfeld.
W wyniku kolejnego udaru Rudel zmarł w Rosenheim 18 grudnia 1982 i został pochowany w Dornhausen 22 grudnia. Podczas ceremonii pogrzebowej dwa samoloty F-4 Phantom II w barwach Bundeswehry (Luftwaffe) wykonały przelot nad miejscem jego pochówku. Mimo że miejscowość Dornhausen znajduje się w pasie powietrznym regularnie wykorzystywanym przez wojskowe samoloty, dowództwo Bundeswehry zaprzeczyło wydaniu polecenia przelotu nad cmentarzem w czasie pogrzebu. Atmosferę skandalu dodatkowo podsycił fakt, że podczas ceremonii sfotografowano czterech żałobników wykonujących hitlerowskie pozdrowienie. Federalny minister obrony Manfred Wörner oświadczył, że lot samolotów miał charakter treningowy i nie miał związku z ceremonią.

## Odznaczenia

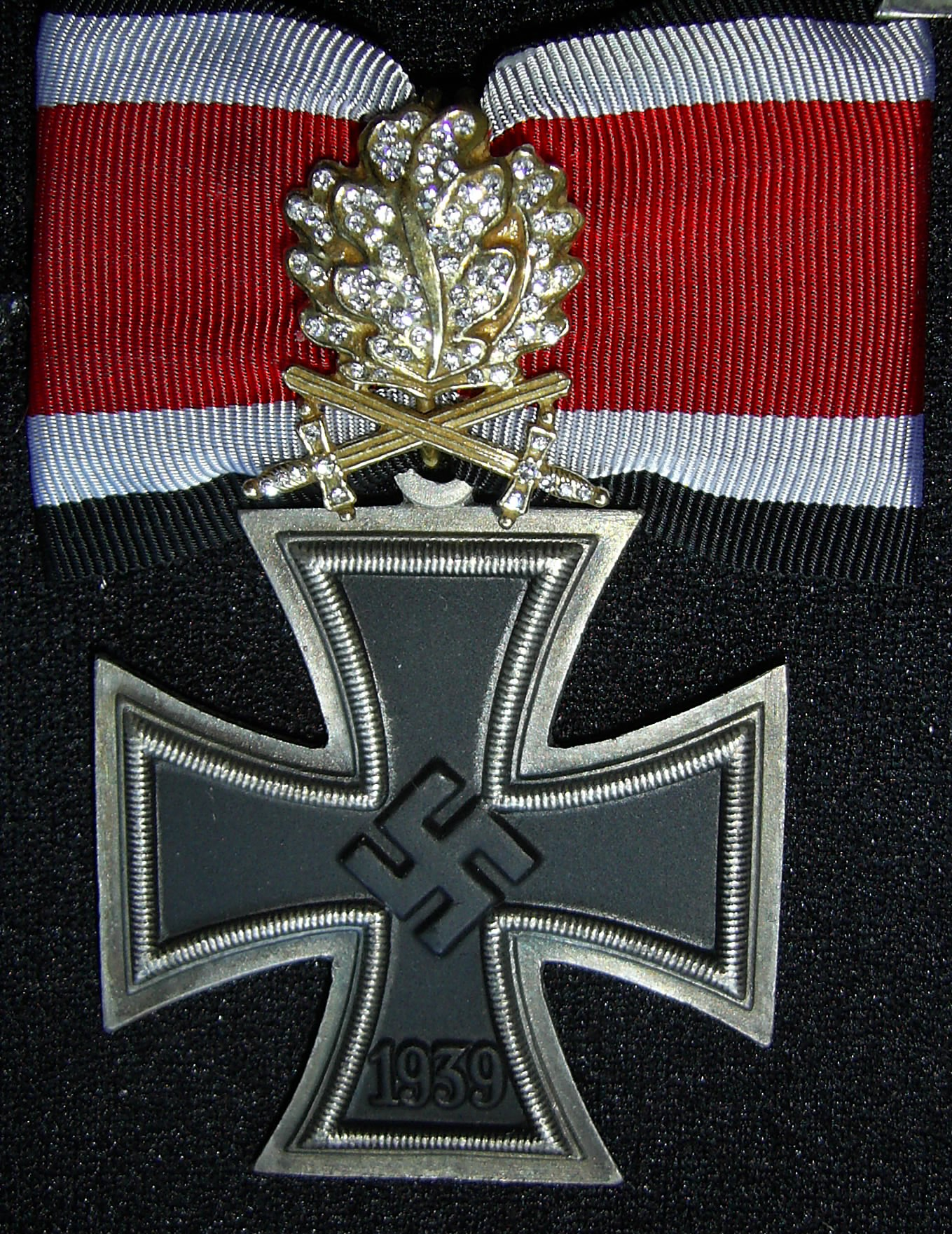
Krzyż Rycerski Krzyża Żelaznego ze Złotymi Liśćmi Dębu, Mieczami i Brylantami, którego jedynym kawalerem był Hans-Ulrich Rudel

- Krzyż Rycerski Krzyża Żelaznego ze Złotymi Liśćmi Dębu, Mieczami i Brylantami
  - Krzyż Rycerski – 6 stycznia 1942
  - Liście Dębu (nr 229) – 14 kwietnia 1943
  - Miecze (nr 42) – 25 listopada 1943
  - Brylanty (nr 10) – 29 marca 1944
  - Złote Liście Dębu (nr 1) – 29 grudnia 1944
- Krzyż Niemiecki w Złocie – 2 grudnia 1941
- Krzyż Żelazny I klasy – 18 lipca 1941
- Krzyż Żelazny II klasy – 10 listopada 1939
- Złota Odznaka za Rany
- Puchar Honorowy Luftwaffe – 20 października 1941
- Złota odznaka pilota frontowego Luftwaffe z Brylantami i liczbą „2000”
- Złota odznaka pilota-obserwatora Luftwaffe z Brylantami
- Wymieniany pięciokrotnie we wspomnieniach imiennych Wehrmachtbericht
- Złoty Medal za Odwagę dla Oficerów – Węgry, 14 stycznia 1945
- Srebrny Medal za Męstwo Wojskowe – Włochy

## Spuścizna
Po śmierci popularność Rudla wzrosła, szczególnie w kręgach niemieckiej skrajnej prawicy. Przywódcy Niemieckiej Unii Ludowej (DVU), założyli Ehrenbund Rudel – Gemeinschaft zum Schutz der Frontsoldaten (Związek Honorowy im. Rudla – Wspólnota dla Ochrony Żołnierzy Frontowych), w czasie przyjęcia zorganizowanego ku pamięci Rudla w 1983. Brytyjski pisarz i publicysta David Irving, znany z negowania Holocaustu, został uhonorowany w czerwcu 1985 nagrodą Hans-Ulrich-Rudel-Award.

## Publikacje i poglądy
Rudel był otwarcie zwolennikiem Adolfa Hitlera i nazizmu, którym pozostał do końca życia. Według redaktora naczelnego „Die Zeit”, Josefa Müllera-Mareina, miał egocentryczne usposobienie. W swoich przemówieniach politycznych uzurpował sobie prawo do występowania w imieniu większości, jeśli nie wszystkich, byłych żołnierzy niemieckich II wojny światowej. Ponadto otwarcie i ostro krytykował aliantów zachodnich za to, że nie poparli Niemiec w wojnie przeciwko Związkowi Radzieckiemu. Polityczna postawa Rudla odsunęła go od dawnych towarzyszy broni, przede wszystkim od jego wieloletniego tylnego strzelca, Ernsta Gadermanna.
Rudel był autorem kilku książek, w których opisał swoje wspomnienia i dokonania wojenne. Pierwsze trzy ukazały się w Argentynie, w języku niemieckim. Wydawcą pierwszej był Dürer-Verlag, który opublikował także szereg wspomnień autorstwa byłych nazistów i ich współpracowników zbiegłych do Argentyny. Wśród korektorów wczesnych książek Rudla znalazł się m.in. Wilfred von Oven (osobisty adiutant prasowy Josepha Goebbelsa i Ericha Naumanna). Publikacja pierwszych książek Rudla wywołała ostrą dyskusję w Niemczech, gdyż Rudel otwarcie popierał w nich politykę nazistowską, z powodu czego żadne wydawnictwo w Niemczech nie zdecydowało się na ich wydanie w kraju. Dopiero kolejne książki Rudla ukazywały się w Niemczech po jego powrocie, równoległe z tłumaczeniami (m.in. na język angielski, francuski i polski), opatrzone w komentarze historyków lub przedmowy i posłowia innych autorów.
- 1949 – Trotzdem;
- 1951 – Wir Frontsoldaten zur Wiederaufrüstung;
- 1951 – Dolchstoß oder Legende?;
- 1952 – Es geht um das Reich;
- 1958 – Pilot Sztukasa. Mój dziennik bojowy;
- 1994 – Moje życie w czasie wojny i pokoju.

W książce Dolchstoß oder Legende? Rudel forsował tezę, jakoby wojna nazistowskich Niemiec z ZSRR była „wojną obronną” oraz „krucjatą wobec całego świata”.